# Балканска скривалица
Балканска скривалица (лат. Hipparchia volgensis) врста је лептира из породице шаренаца (лат. Nymphalidае).

## Опис врсте
Док се одмара крила држи склопљена тако да се савршено стапа са околином. Дуго је сматрана једином „наранџастом” скривалицом у Србији, али је у међувремену доказано присуство веома сличне H. semele.
Спада у категорију угрожених и заштићених врста дневних лептира. У Црвеној је књизи Србије и заштићена је Законом о заштити природе.

## Распрострањење и станиште
Насељава ретке храстове шуме и сува станишта дуж путева и камењара. Локално настањује балканско полуострво.

## Биљке хранитељке
Траве.